# Neal Stephenson
Neal Town Stephenson (Fort George G. Meade, Maryland, 31 oktober 1959) is een Amerikaanse schrijver van speculatieve fictie en een computerspelontwikkelaar. Zijn romans zijn gecategoriseerd als sciencefiction, historische fictie, cyberpunk, postcyberpunk en barok. Met name zijn eerste boeken spelen zich af in een post-apocalyptisch tijdperk waarin anarchie hoogtij viert. Hij publiceert ook onder het pseudoniem "Stephen Bury", een collectief pseudoniem voor co-auteurs Neal Stephenson en zijn oom historicus George Jewsbury, gebruikt voor hun boeken The Cobweb (roman) en Interface (roman).
Stephenson komt uit een familie van ingenieurs en wetenschappers; zijn vader is een professor in de elektrotechniek, terwijl zijn grootvader van vaderszijde een professor in de natuurkunde was. Zijn moeder werkte in een biochemisch laboratorium en haar vader was hoogleraar biochemie. Stephenson studeerde aan de Boston University, specialiseerde zich eerst in natuurkunde en schakelde vervolgens over naar geografie nadat hij ontdekte dat hij hierdoor meer tijd aan het universitaire mainframe zou kunnen besteden. Hij studeerde af in 1981 met een B.A. in geografie en een minor in natuurkunde.

## Belangrijkste prijzen
Arthur C. Clarke Award
- Quicksilver (2003) - SF-roman

Hugo Award
- The Diamond Age (1996) - roman

Locus Awards
- The Diamond Age (1996) -  SF-roman
- Cryptonomicon (2000) -  SF-roman
- The Baroque Cycle (2005) -  SF-roman
- Anathem (2009) -  SF-roman

Prometheus Award
- The System of the World (2005) - SF-roman